# دون كونينغهام
دون كونينغهام (بالإنجليزية: Don Cunningham)‏ هو صحفي وسياسي أمريكي، ولد في 1965 في بيت لحم في الولايات المتحدة. حزبياً، نشط في الحزب الديمقراطي.